# Komárov (Zlíni járás)
Komárov település Csehországban, a Zlíni járásban. Komárov Pohořelice, Topolná, Březolupy, Karlovice, Napajedla, Lhota és Šarovy településekkel határos. Lakosainak száma 309 fő (2024. január 1.).

## Népesség
A település lakosságának változását az alábbi diagram mutatja:
| Lakosok száma | 327  | 374  | 484  | 490  | 407  | 331  | 339  | 321  | 315  | 309  |
|               | 1869 | 1890 | 1921 | 1950 | 1980 | 2001 | 2017 | 2019 | 2022 | 2024 |